# Wonoasri (Tempurejo)
Wonoasri is een bestuurslaag in het regentschap Jember van de provincie Oost-Java, Indonesië. Wonoasri telt 9322 inwoners (volkstelling 2010).